# Fu Yuanhui
Fu Yuanhui (xinès: 傅园慧) (n. Zhejiang, 7 de gener de 1996) és una nedadora xinesa i campiona mundial. Als Jocs Olímpics de Rio de Janeiro 2016 va guanyar la medalla de bronze en els 100 metres estil esquena en empat amb la canadenca Kylie Masse.

## Biografia
Va debutar en els Jocs Olímpics de Londres 2012 quan comptava amb 16 anys. Va participar en la modalitat de 100 m esquena. Va nedar en la sisena sèrie, i després de quedar en vuitena posició general es va classificar per a les semifinals, fent un temps de 59.82, que li va ficar en la final, on va quedar en vuitè lloc. Un any després va nedar en el Campionat Mundial de Natació de 2013, guanyant una medalla de plata en la prova de 50 m esquena amb un temps de 27,39.